# Shelter Island (meteoryt)
Shelter Island – meteoryt znaleziony na Meridiani Planum na Marsie przez automatyczny łazik marsjański Opportunity na początku października 2009 roku. Nazwa meteorytu jest nieformalna. Meteoryt ten ma 47 centymetrów długości.
Meteoryt ten nie został zbadany, gdyż został odkryty 3 października 2009 na zdjęciach wykonanych dwa dni wcześniej, gdy łazik Opportunity oddalił się już od niego na odległość 28,5 metra.
Shelter Island jest trzecim meteorytem odkrytym na Marsie. Jest to również trzeci meteoryt odkryty poza układem Ziemia-Księżyc. Wcześniej ten sam łazik znalazł w 2005 roku na powierzchni Marsa mniejszy meteoryt żelazny nazwany Heat Shield Rock oraz pod koniec lipca 2009 meteoryt Block Island.